# Chris Adler
Chris Adler (Richmond, 23 novembre 1972) è un batterista statunitense, noto per essere stato il batterista dei Lamb of God fino al 2019.

## Biografia
È uno dei membri fondatori dei Lamb of God nel 1990, quando il gruppo si chiamava Burn the Priest. È vegetariano (come il suo collega nei Lamb of God, il bassista John Campbell).
Il 3 luglio 2016 Dave Mustaine, leader dei Megadeth, annuncia ufficialmente la sua uscita dalla band. Il 30 novembre 2016 viene invece annunciato il suo coinvolgimento nella reunion Nitro di Jim Gillette e Michael Angelo Batio e la partecipazione al nuovo album.

## Tecnica
Chris Adler è dotato di un'incredibile tecnica con la doppia cassa denominata heel-toe che permette di eseguire vari pattern ritmici usando colpi doppi con i pedali, arricchendo il tutto con delle figurazioni irregolari sui piatti (da ascoltare brani come Hourglass, Ruin e Laid To Rest).
La rivista di percussioni, "Drum!", ha pubblicato una sua intervista nell'aprile del 2006, dove Chris illustra il suo modo di suonare.
Il suo stile affonda le proprie radici nel thrash metal degli anni ottanta. Oltre alla batteria, Chris sa suonare discretamente il pianoforte, il basso e il violoncello. Le sue influenze principali sono Shannon Larkin, John Bonham, Dave Lombardo, Gar Samuelson, Lars Ulrich, Brann Dailor e Gene Hoglan.

## Strumentazione
Chris Adler utilizza principalmente una batteria Mapex Black Panther Series. Il suo rullante signature misura 12x5.5" ed utilizza meccaniche Gibraltar. Inoltre, utilizza pelli Evans e bacchette signature della Pro-Mark.
Chris ha aiutato Meinl a produrre il piatto MB20 Pure Metal Ride da 24" ed il Soundcaster Custom Distortion Splash da 12". Infine, la strumentazione di Chris si completa con un pad Roland TD-7 che accoppia ad un Roland TR-808 (trigger).
Batteria - Mapex Black Panther10"x9" Tom
- 12"×10" Tom
- 16"×16" Floor Tom
- 18"×16" Floor Tom
- 22"×18" Bass Drum (×2)
- 12"×5.5" Mapex Warbird (Chris Adler Signature)

Pelli - Evans
- Toms: EC2S Clear - G1 Clear
- Cassa: EMAD Heavyweight - (Risonanza personalizzata)
- Rullante: Heavyweight Snare Batter - 300 Snare Side

Piatti - Meinl:
- 14" Generation X Filter China
- 14" Soundcaster Custom Medium Soundwave Hihat - 14" Byzance Dark Hihat
- 8" Classics High Bell
- 12" Soundcaster Custom Distortion Splash
- 8" Byzance Splash
- 14" Soundcaster Custom Medium Crash
- 16" Mb8 Medium Crash
- 8" Byzance Splash
- 14" Soundcaster Custom Medium Soundwave Hihat - 14" Byzance Dark Hihat
- 18" Byzance Medium Thin Crash
- 24" Mb20 Pure Metal Ride (signature model)
- 17" Byzance China (prototype)
- 16" Generation X Filter China

Hardware:
- Trick pro 1v bigfoot pedals
- VRUK Pedals
- Gibraltar Rack System and Clamps
- Mapex Cymbal Boom Arms

Altro:
- Bacchette Pro-Mark
- Pedali Trick Pro 1-V
- Meccaniche Gibraltar

## Discografia

### Con Jettison Charlie
- 1994 – Hitchhiking to Budapest
- 1996 – Legions of The Unjazzed/I Love You, You Bastard (EP)

### Con i Lamb of God
- 1998 – Burn the Priest (pubblicato come Burn the Priest)
- 2000 – New American Gospel
- 2003 – As the Palaces Burn
- 2004 – Ashes of the Wake
- 2005 – Killadelphia (live)
- 2006 – Sacrament
- 2009 – Wrath
- 2010 – Hourglass: The Anthology (raccolta)
- 2012 – Resolution
- 2015 – VII: Sturm und Drang
- 2018 – Legion: XX (pubblicato come Burn the Priest)

### Con i Protest the Hero
- 2013 – Volition

### Con i Megadeth
- 2016 – Dystopia

### Con i Firstborne
- 2020 – Firstborne EP

### Collaborazioni
- 2006 – AA.VV. – Drum Nation (Volume 3) (presente con il brano The Near Dominance Of 4 Against 5)
- 2008 – AA.VV. – Performance 2008 Mapex Artist (video)
- 2012 – Testament – Dark Roots of Earth (batteria nel brano "A Day in the Death")
- 2020 – Michael Angelo Batio – More Machine than Man (batteria nei brani "More Machine than Man" e "The Two Sirens")